# Société Latham
La Société Latham era un'azienda produttrice di aerei fondata nel 1916 da Jean Latham, cugino di Hubert Latham, a Caudebec-en-Caux, sulle rive della Senna, costruttrice di idrovolanti per la  Marine Nationale.

## Storia
Nel marzo 1917, i Coutant, originari delle rive del Lago di Ginevra in Svizzera, iniziarono la costruzione della fabbrica di Caudebec-en-Caux, con in programma la costruzione di una serie di idrovolanti per la marine nationale. Si era allora nel pieno della prima guerra mondiale.
Nel 1917, la società Latham et Cie., specializzata nel commercio di cotone e caffè nel porto di Le Havre, acquistò gli Ėtablissements Robert Coutant ancora prima che fosse completata. Nel corso della Grande Guerra produsse su licenza alcune dozzine di idrovolanti Lévy-Le Pen HB2 prima di costruire i propri modelli.   Tra il 1921 e il 1923 la fabbrica costruì il quartiere operaio di Saint-Wandrille-Rançon. Nel settembre del 1921 l'edificio produttivo subì un violento incendio, e fu poi ricostruito dalla compagnia Eiffel. La ditta realizzò gli idrovolanti Latham C-1, Latham L-1 e Latham L-2 (entrambi iscritti alla Coppa Schneider del 1923), Latham 43, Latham E-5, Latham 45, Latham 230, Latham 47.
Quando la Société Latham et Cie. fu posta in liquidazione nel 1927, la fabbrica di Caudebec-en-Caux fu rilevata dalla SECM (Société d'Emboutissage et de Constructions Mécaniques) di Félix Amiot. Gli aerei revisionati dalla SECM erano del costruttore Bréguet, e fu in questo periodo che fu costruita una pista di atterraggio a Saint-Wandrille-Rançon, nella palude. Il sito di Caudebec produceva elementi e parti aeronautiche in serie per altre fabbriche.
Nel 1928, l'esploratore norvegese Roald Amundsen, alla ricerca di un idrovolante per salvare la spedizione di Umberto Nobile in pericolo sulla banchisa artica, a nord della Norvegia, fece visita alla Francia. L'allora ministro della Marina, Georges Leygues, gli mise a disposizione il nuovo idrovolante Latham 47, che aveva appena completato i suoi primi voli di collaudo a Caudebec-en-Caux, e il suo equipaggio. L'aereo volò il 16 giugno a Bergen, Norvegia. L'equipaggio, al comando dal tenente capitano René Guilbaud, era composto dal copilota, tenente comandante Albert Cavelier de Cuverville, il meccanico Gilbert Brazy e l'operatore radiotelegrafico Emile Valette. L'idrovolante scomparve il 18 giugno 1928 con l'esploratore Roald Amundsen e il pilota norvegese Leif Dietrichson che erano saliti a bordo a Bergen. Tutto ciò che fu trovato del velivolo fu un galleggiante e un serbatoio. Il primo aereo prodotto a Caudebec-en-Caux sotto il nome di Amiot fu l'idrovolante Amiot 110, già progetto Latham 110. Altre produzioni, tra cui il famoso bombardiere Amiot 143, furono in parte costruite a Caudebec nel 1935.
Nel 1930 lo stabilimento di Caudebec-en-Caux entrò a far parte della SGA (Société Générale Aéronautique) formata dal governo con la fusione in essa di alcune società (Hanriot, Nieuport-Astra, SAB, SECM e CAMS). Nell'agosto 1933 fu prodotto l'idrovolante Blériot 5190 "Santos-Dumont", equipaggiato con motori Hispano-Suiza da 650 CV. Nel 1936 l'avvento al potere del Fronte popolare diede l'avvio al periodo della grandi nazionalizzazioni.  Nel 1937 la SECM divenne una delle fabbriche della SNCAN (Société nationale de constructions aéronautiques du Nord). Lo stabilimento continuò a produrre componenti aeronautici per altre fabbriche, principalmente nel settore militare. Si avvicinò la seconda guerra mondiale e la produzione aumentò, nel 1939 lavoravano nello stabilimento più di mille persone. Tra il 1940 e il 1944 le forze di occupazione tedesche utilizzarono il luogo per revisionare i loro aerei, in particolare quelli da caccia. Il personale prebellico fu evacuato nella zona franca di Angoulême. 
Dopo la Liberazione, la fabbrica di Caudebec completò gli ultimi ritocchi su una quarantina di idrovolanti Dornier Do 24 costruiti con pezzi recuperati in Germania. 
L'attività di produzione aeronautica continuò a Caudebec-en-Caux fino al 1947,  con una parziale riconversione in costruzioni marittime, con la realizzazione di motopescherecci per equipaggiare la flotta da pesca decimata dai bombardamenti e scialuppe di salvataggio per le navi prodotte dai cantieri Trait, per chiudere definitivamente nel 1949.
Tre anni dopo, nel 1952, la società REVIMA (Révision de Matériel Aéronautique)  si stabilì a Caudebec-en-Caux. Essa revisionava i motori della compagnia aerea UAT (Union Aéro-maritime des Transports) che più tardi divenne UTA. A partire dal 1972, l'attività si espanse per ospitare la manutenzione del carrello di atterraggio e del motore ausiliario. L'organico salì a 800 persone, e fu  allestita un'officina per la produzione di pezzi aerodinamici.
Tra il 1993 e il 2008, il sito è passato nelle mani della compagnia Air France, e poi di EADS. Alla fine del 1997/inizio del 1998 l'attività principale di manutenzione dei motori fu interrotta, mantenendo la revisione dei carrelli di atterraggio e dei motori ausiliari (APU), due settori che ora sono riuniti sotto la bandiera del Gruppo Révima.